# Intuizionismo
Nella filosofia della matematica, l'intuizionismo, o neointuizionismo (opposto al preintuizionismo), è un approccio alla matematica in cui ogni oggetto matematico è considerato un prodotto dell'attività costruttiva della mente umana. Per l'intuizionismo, l'esistenza di un ente è equivalente alla possibilità della sua costruzione. Vengono quindi rifiutate le dimostrazioni che implicano esplicitamente l'utilizzo di insiemi a cardinalità infinita e l'utilizzo in questi casi dei ragionamenti basati sul principio del terzo escluso.
L'intuizionismo, al di fuori della matematica, è un orientamento filosofico dove la priorità è data all'intuito e alle impressioni spontanee e agli aspetti impliciti del ragionamento rispetto al ragionamento esplicito e alle argomentazioni. Fra i principali filosofi intuizionisti ci sono Rousseau, Emerson e Bergson.

## Elementi fondamentali della teoria intuizionista
Prima della nascita alla fine dell'Ottocento della moderna Teoria degli insiemi, ad opera soprattutto di Cantor, era generale il rifiuto dell'infinito attuale in matematica. Anche in seguito sono stati molti i matematici (il più importante dei quali è stato Henri Poincaré) a ritenere non solo ingiustificato, ma suscettibile di introdurre pericolosi paradossi, l'accettazione dell'esistenza reale di insiemi infiniti. Tuttavia il vero iniziatore della scuola intuizionistica è stato il matematico olandese Luitzen Brouwer. 
Secondo Brouwer, l'intuizionismo si basa su due atti fondamentali, entrambi alinguistici ed in diretto riferimento all'intuizione temporale. Il primo atto riconosce che l'origine dell'attività matematica deriva dalla percezione di un passaggio di tempo, cioè della scissione dell'unità immediata in due distinte unità «una delle quali cede il posto all'altra ma è conservata dalla memoria»; la «biunità» ottenuta, considerata astraendo da ogni considerazione qualitativa, costituisce la pura e vuota forma quantitativa dell'entità di numero. Il secondo atto riconosce la possibilità di generare successioni di scelte libere procedenti all'infinito, scegliendo i termini tra le entità matematiche già costruite.
L'approccio costruttivista è in contrasto con il classico approccio per cui l'esistenza di un'entità matematica può essere provata rifiutando la sua non-esistenza. Per gli intuizionisti questo argomento non è valido, la confutazione della non-esistenza non significa che è possibile trovare una prova costruttiva della sua esistenza. In altre parole, ogni asserzione A è giustificata solo se esiste una dimostrazione diretta (canonica) che concluda A. Come tale, l'intuizionismo è una variante del costruttivismo matematico.
Per gli intuizionisti dire che {\displaystyle A\vee B} equivale a dire che è possibile provare A oppure è possibile provare B. In particolare il principio del terzo escluso, {\displaystyle A\vee \neg A}, è rifiutato dall'intuizionismo poiché l'assunzione che è sempre possibile provare A o la sua negazione ¬A non è giustificata. (Vedi anche: logica intuizionista.)
L'intuizionismo rifiuta anche l'astrazione dell'infinito attuale; per esempio non considera come oggetti dati le collezioni infinite di oggetti come l'insieme di tutti i numeri naturali o una sequenza arbitraria di numeri razionali. Ciò comporta la ricostruzione di gran parte della teoria degli insiemi. I risultati sono teorie profondamente diverse dalla loro versione tradizionale; ad esempio la matematica intuizionista rifiuta esplicitamente di trattare funzioni su {\displaystyle \mathbb {R} } definite ovunque discontinue (secondo Brouwer infatti «non esiste alcuna funzione definita ovunque discontinua»).

## Matematici che hanno contribuito all'intuizionismo
- Luitzen Brouwer
- Arend Heyting
- Stephen Kleene
- Michael Dummett

## Branche della matematica intuizionista
- Logica intuizionista
- Aritmetica intuizionistica
- Teoria intuizionistica dei tipi
- Teoria intuizionistica degli insiemi
- Calcolo intuizionistico